# 3 a.m.
«3 a.m.» — второй официальный сингл с альбома Relapse американского рэпера Эминема. Этот сингл был спродюсирован Dr. Dre. Выпуск состоялся 28 апреля 2009 на интернет-ресурсе iTunes. Презентация музыкального видео прошла 2 мая в 10:00 пополудни на Cinemax.

## Список композиций
Цифровой сингл
| №  | Название | Автор(ы)                                                             | Продюсер(ы) | Длительность |
| -- | -------- | -------------------------------------------------------------------- | ----------- | ------------ |
| 1. | «3 a.m.» | M. Mathers, A. Young, M. Batson, D. Parker, T. Lawrence, M. Elizondo | Dr. Dre     | 5:19         |

## Музыкальное видео
На 3 a.m. был снят видеоклип, в котором Эминем представал в виде маньяка. Клип выполнен в мрачной манере, много сцен жестокости (в финале рэпер даже принимает кровавую ванну). В одной из сцен в кадр попадает телевизор, на его экране демонстрируется ещё один клип с альбома Relapse — «Crack a Bottle».

## Чарты
«3 a.m.» дебютировала на 32-й позиции в Billboard Hot 100 с 66.000 загрузок в первую неделю.
| Чарт (2009)                   | Высш. позиция |
| ----------------------------- | ------------- |
| Australian ARIA Singles Chart | 38            |
| Canadian Hot 100              | 24            |
| UK Singles Chart              | 56            |
| U.S. Billboard Hot 100        | 32            |
| U.S. Billboard Pop 100        | 37            |